# Театр в трансе
«Театр в трансе» (англ. Theater in Trance) — документальный фильм режиссёра Райнера Вернера Фасбиндера, вышедший на экраны в 1981 году.

## Сюжет
Документальный фильм в 14 частях основан на выступлениях, состоявшихся в 1981 году в рамках фестиваля «Театр мира» (нем. Theater der Welt) в Кёльне. В течение двух недель Фасбиндер со своей съемочной группой фиксировал выступления 30 театральных трупп из 15 стран, включая нью-йоркский Squat Theater, амстердамский Het Werkteater и танцевальный театр Пины Бауш. Закадровый текст, который читает Фасбиндер, — это выдержки из сборника Антонена Арто «Театр и его двойник» (фр. Le Théâtre et son double), содержащего призывы к радикальной перестройке театрального искусства.